# 팀 스피리트

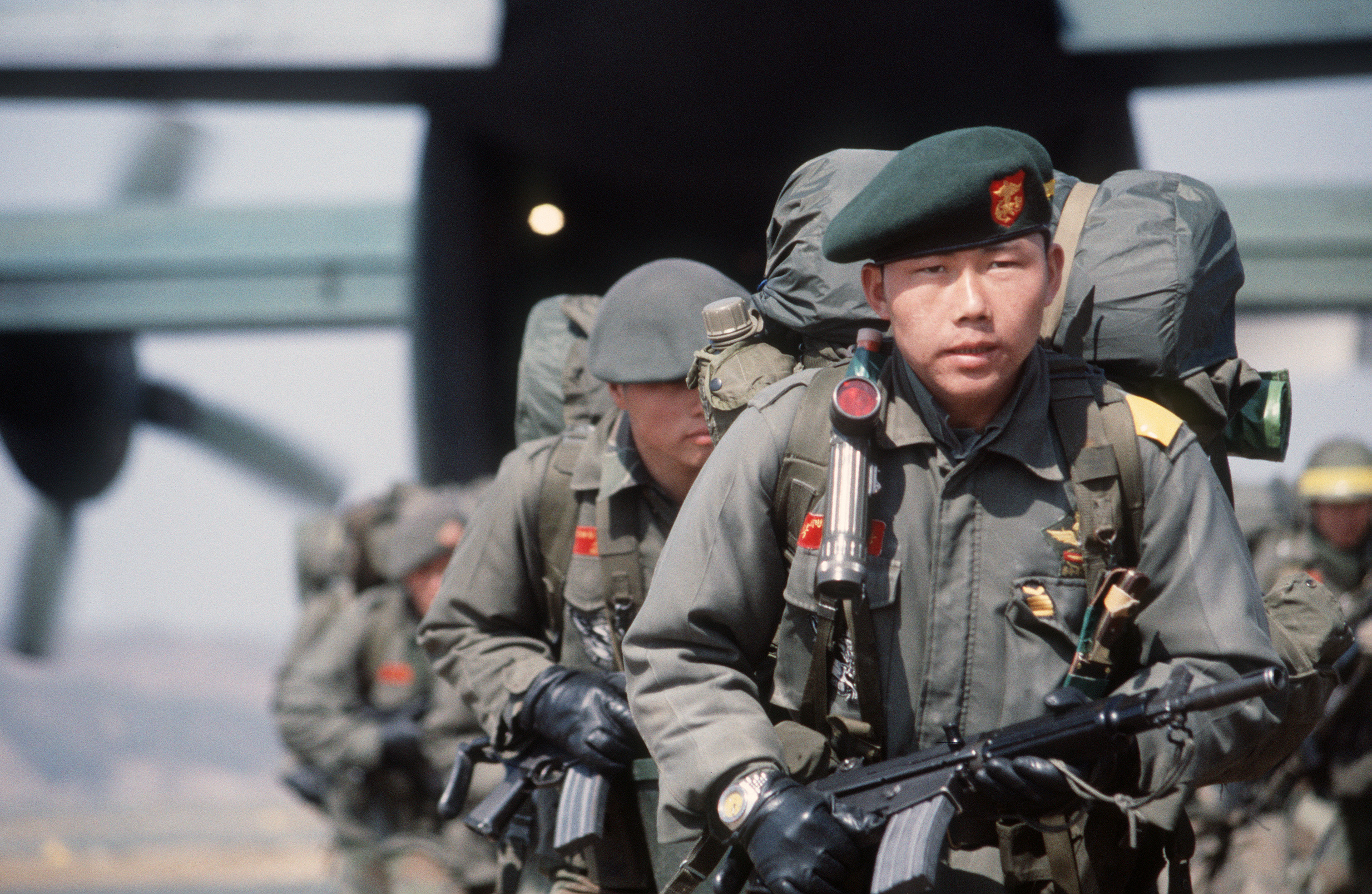
1985년 팀 스피리트 훈련

팀 스피릿(Team Spirit)는 1976년부터 1992년을 제외한 1993년까지 이뤄진 주한 미군과 대한민국 국군의 합동 군사훈련이다. 1994년부터 2007년까지 RSOI(Reception, Staging, Onward Movement and Integration of Forces)로 바뀌었다가, 2008년 3월부터는 컴퓨터 워 게임인 키 리졸브와 야외기동훈련인 독수리 연습으로 대체됐다. 북한은 한미 합동군사훈련을 '북침훈련'이라고 비난해왔다.

## 같이 보기
- 키 리졸브
- 을지 프리덤 가디언